# دائرة لرجام
دائرة لرجام هي إحدى دوائر ولاية تيسمسيلت الجزائرية.